# ژوچکوواتس
ژوچکوواتس (به صربی: Žučkovac) یک منطقهٔ مسکونی در صربستان است که در سوکوبانگا واقع شده‌است. ژوچکوواتس ۵۲۹ نفر جمعیت دارد.